# Социалистическая партия США
Социалистическая партия Соединённых Штатов Америки (англ. Socialist Party of the United States of America, SPUSA, обычно упрощается до Социалистическая партия США или Социалистическая партия) — политическая партия США, стоящая на позициях демократического социализма. Была основана в 1973 году группой членов Социалистической партии Америки, недовольных её преобразованием в партию «Социал-демократы США» (англ. Social Democrats USA). Выступает за полную независимость от Демократической партии.
Социалистическая партия США выступает против всех форм угнетения, в частности капитализма и авторитарных форм коммунизма, за построение «радикальной демократии, которая не ставит жизнь людей под свой контроль», за не сексистское, фашистское, гомофобное, бесклассовое, а феминистское социалистическое общество, в «котором трудящиеся владеют и контролируют средства производства и распределения через контролируемые демократическим путем государственные учреждения, кооперативы или другие коллективные группы», за полную занятость, всеобщее право на образование, свободные профсоюзы, а также за то чтобы производство использовалось «на благо всего человечества, а не для частной выгоды нескольких».
Национальное бюро партии расположено в здании благотворительной организации AJ Muste Memorial Institute по адресу: Канал-стрит, 168, Чайнатаун, Нью-Йорк. Действуют пять региональных соцпартий в Калифорнии, Иллинойсе, Мичигане, Нью-Джерси и Северной Каролине, а также двадцать одна локальная организация, в том числе, в Лос-Анджелесе, Чикаго, округе Колумбия, Бостоне, Нью-Йорке и Филадельфии.
В президентских выборах 2016 года Социалистическую партию США представляли Мими Солтисик (кандидат в президенты) и Анжела Николь Уокер (кандидат в вице-президенты). Хотя социалисты регулярно участвуют в избирательных кампаниях разного уровня, им редко удаётся добиться избрания своих кандидатов. Так, в 2012 году сопредседатель партии Пэт Нобл был избран в Совет школьного округа боро Ред Банк (штат Нью-Джерси), что стало единственным успехом партии в том году.

## Участие в президентских выборах
| Год   | Результат | Результат | Кандидаты          | Кандидаты           | Штаты c доступом к голосованию | Примечания    |
| Год   | Голоса    | Проценты  | в президенты       | в вице-президенты   | Штаты c доступом к голосованию | Примечания    |
| ----- | --------- | --------- | ------------------ | ------------------- | ------------------------------ | ------------- |
| 1976  | 6 038     | 0,01 %    | Фрэнк Зайдлер      | Джей Куинн Брисбен  | 7                              | [ 4 ] [ 5 ]   |
| 1980  | 6 898     | 0,01 %    | Дэвид Макрейнольдс | Дайан Драфенброк    | 10                             | [ 6 ] [ 7 ]   |
| 1984a | 72 161    | 0,08 %    | Соня Джонсон       | Ричард Уолтон       | 19                             | [ 8 ] [ 9 ]   |
| 1988  | 3 882     | 0,0 %     | Уилла Кенойер      | Рон Эренрайк        | 6                              | [ 10 ] [ 11 ] |
| 1992  | 3 057     | 0,0 %     | Джей Куинн Брисбен | Барбара Гарсон      | 4                              | [ 12 ] [ 13 ] |
| 1996  | 4 764     | 0,0 %     | Мэри Кэл Холлис    | Эрик Честер         | 5                              | [ 14 ] [ 15 ] |
| 2000  | 5 602     | 0,01 %    | Дэвид Макрейнольдс | Мэри Кэл Холлис     | 7                              | [ 16 ] [ 17 ] |
| 2004  | 10 822    | 0,01 %    | Уолт Браун         | Мэри Элис Херберт   | 8                              | [ 18 ] [ 19 ] |
| 2008  | 6 581     | 0,01 %    | Брайан Мур         | Стюарт Александер   | 8                              | [ 20 ] [ 21 ] |
| 2012  | 4 430     | 0,0 %     | Стюарт Александер  | Алехандро Мендоса   | 3                              | [ 22 ] [ 23 ] |
| 2016  | 4 061     | 0,0 %     | Мими Солтисик      | Анжела Николь Уокер | 3                              | [ 24 ]        |
| 2020б | 404 084   | 0,3%      | Хауи Хокинс        | Анжела Николь Уокер | 31                             | [ 25 ]        |

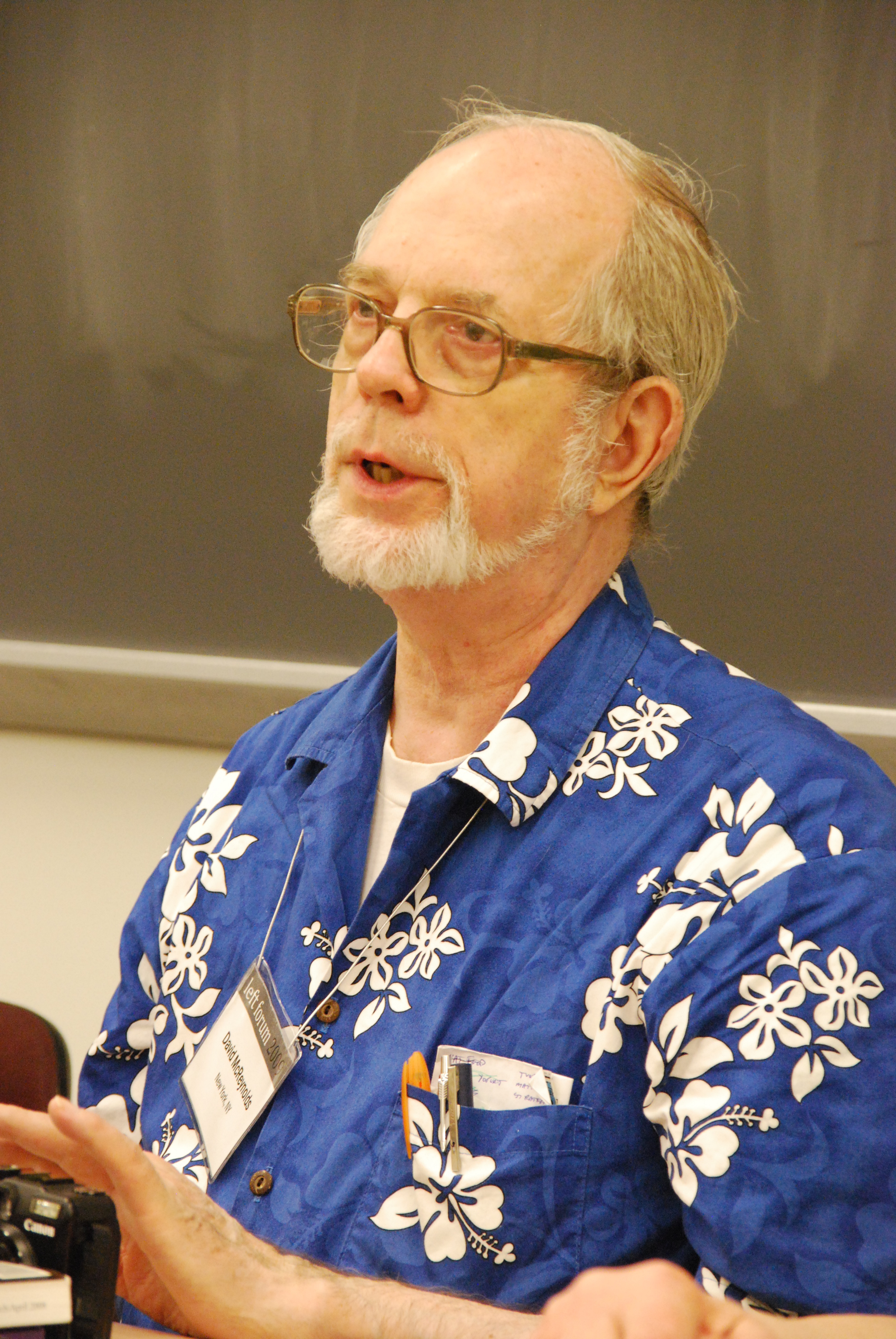
Дэвид Макрейнольдс дважды был кандидатом на пост президента

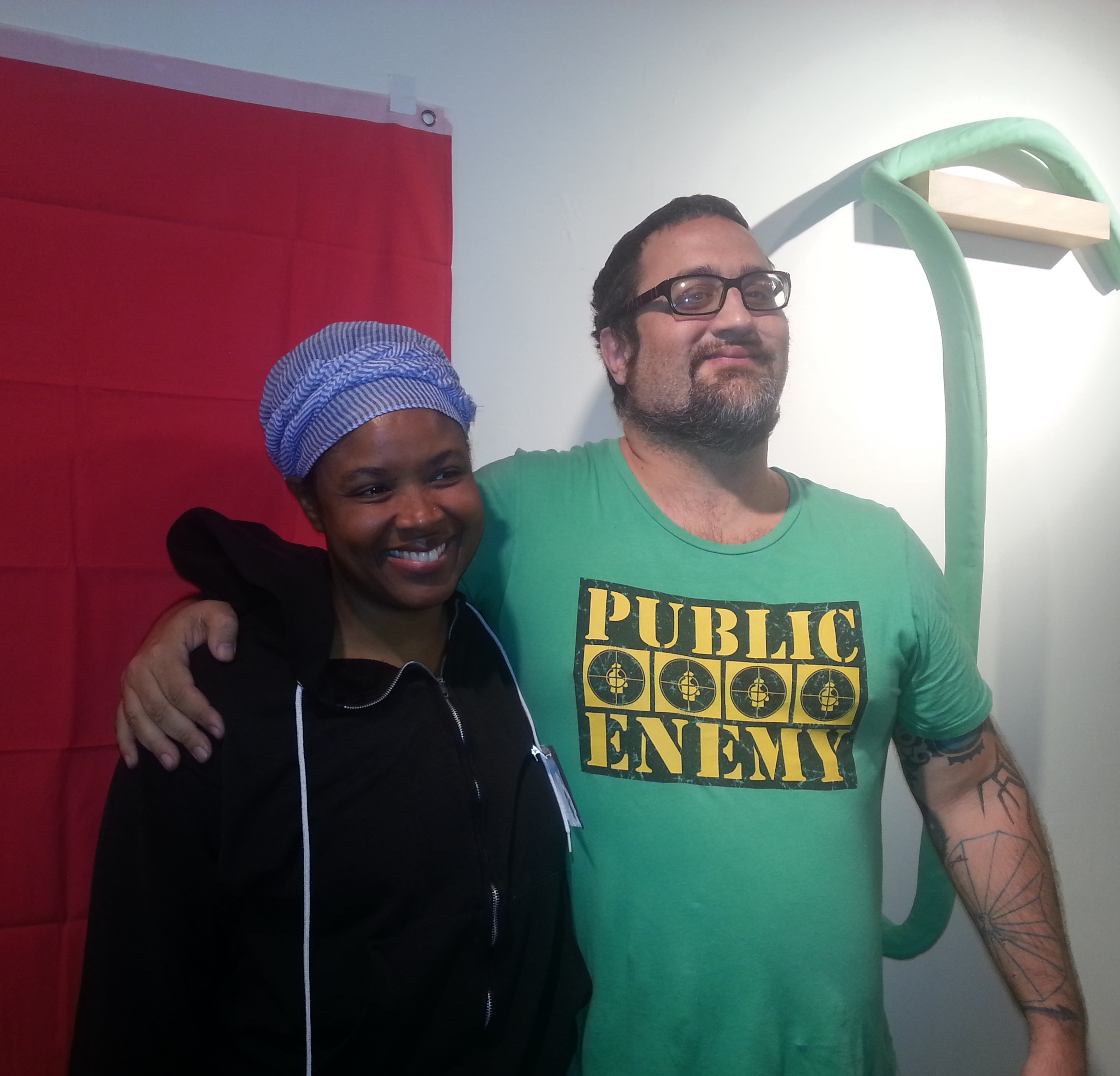
Мими Солтисик и Анжела Николь Уокер, кандидаты 2016 года

a В 1984 году Социалистическая партия США поддержала кандидатов Гражданской партии, Партии потребителей (Пенсильвания) и калифорнийской Партии мира и свободы
б В 2020 году номинация поддержана Партией Зеленых